# Джеймс Кевізел
Джеймс Патрік (Джим) Кеві́зел (англ. James Patrick 'Jim' Caviezel, нар. 26 вересня 1968) — американський кіноактор, відомий за роллю Ісуса Христа у фільмі Мела Гібсона «Страсті Христові» (2004 р.). Також зіграв ролі у фільмах: «Бобі Джонс: Геніальний хід» (Бобі Джонс), «Радіохвиля» (детектив Джон Салліван), «Граф Монте-Крісто» (Едмон Дантес), «Очі ангела» (Стівен Ламберт), «Дежа вю» (Ерштадт), «Тонка червона лінія» (рядовий Вітт).

## Життєпис
Джеймс Кевізел народився в Маунт-Верноні (Вашингтон) у сім'ї Маргарет (домогосподині та актриси) і Джеймса Патріка Кевізела-старшого (хіропрактик). У актора є молодший брат Тіматі і сестри Енн, Еммі та Ерін. Сім'я актора жила за суворо католицькими канонами. Батько Джеймса — словак по матері і романш по батькові, мати ж за походженням ірландка. Джеймс вчився у школі Маунт-Вернона близько двох років, потім переїхав в Сієтл, де продовжив навчання у католицькій школі, заразом граючи у баскетбол. Згодом перейшов у іншу католицьку школу імені Джона Кеннеді, де також грав в баскетбольній команді.
Після закінчення школи у 1987 році вступив до коледжу Белв'ю, де актор також продовжував грати в баскетбол. Через два роки внаслідок травми ноги завершив баскетбольну кар'єру та позбувся мрії грати в НБА. Навчався у Вашингтонському університеті, де захопився акторською майстерністю та став членом братерства «Сігма».

## Кар'єра
Джеймс Кевізел почав виступати в п’єсах в Сіетлі. Він заробив свій першій крок у гільдії кіноакторів незначною роллю у фільмі 1991 року "Мій власний штат Айдахо". Потім він переїхав до Лос-Анджелеса, щоб продовжити акторську кар'єру. Йому запропонували стипендію на навчання акторській майстерності в нью-йоркській школі Джуліарда в 1993 році, але він відмовився зобразити Ваєтта Ерпа у фільмі 1994 року "Ваєтт Ерп". Пізніше він з'явився в епізодах «Вона написала вбивство» та «Цікаві роки». Після появи в «Солдат Джейн» (1997), він грав у фільмі про Другу світову війну «Тонка червона лінія» 1998 року режисера Терренса Маліка. Він зіграв Чорного Джона у фільмі «Поїздка з дияволом» (1999).
Спочатку був відібраній, щоб грати Скотта Саммерса / Циклопа у X-Men (2000), але відмовився через конфлікт планування з фільмом «Радіохвиля» (2000). Він знявся у головних фільмах «Плати вперед» (2000), «Граф Монте-Кристо» (2002) та «Боббі Джонс: Штрих генія» (2004). У 2000 році він зіграв головну роль у «Медісон», фільмі про гонки на гідропланах у Медісоні, штат Індіана. Фільм був завершений у 2001 році, але в кінотеатрах не з'явився до виходу у 2005 році. У 2002 році він зіграв ключову роль у фільмі «I Am David».
У 2004 р. зобразив Ісуса Христа у фільмі Мела Гібсона Страсті Христові. Під час фільмування його вдарила блискавка, отримав вивих плеча і страждав від пневмонії та гіпотермії. Перед зйомками Гібсон, як повідомляється, попередив Джеймса, що гра Ісуса зашкодить його акторській кар'єрі. У 2011 році він визнав, що з того часу важко було досягти хороших ролей, але заявив, що цей фільм, зокрема роль Ісуса Христа, був досвідом життя.

## Фільмографія
| Рік  | Фільм                         | Оригінальна назва                       | Роль           | Примітки                          |
| ---- | ----------------------------- | --------------------------------------- | -------------- | --------------------------------- |
| 1991 | Мій власний штат Айдахо       | My Own Private Idaho                    | Airline Clerk  |                                   |
| 1992 | Прекрасні роки                | The Wonder Years                        | Bobby Riddle   | телесеріал                        |
| 1992 | Поєдинок в Діггстауні         | Diggstown                               | Біллі Гарґров  |                                   |
| 1994 | Ваєтт Ерп                     | Wyatt Earp                              | Ворен Ерп      |                                   |
| 1995 | Діти праха                    | Children of the Dust                    | Декстер        | телесеріал                        |
| 1996 | Ед                            | Ed                                      | Діззі Андерсон |                                   |
| 1996 | Скеля                         | The Rock                                | пілот Ф-18     |                                   |
| 1997 | Солдат Джейн                  | G.I. Jane                               | Словік         |                                   |
| 1998 | Тонка червона лінія           | The Thin Red Line                       | рядовий Вітт   |                                   |
| 1999 | Гонитва з дияволом            | Ride with the Devil                     |                |                                   |
| 2000 | Радіохвиля                    | Frequency                               | Джон Салліван  |                                   |
| 2000 | Заплати іншому                | Pay It Forward                          | Джері          |                                   |
| 2001 | Медісон                       | Madison                                 | Джим МакКормік |                                   |
| 2001 | Очі ангела                    | Angel Eyes                              | Стівен Ламберт |                                   |
| 2002 | Граф Монте-Крісто             | The Count of Monte Cristo               | Едмон Дантес   |                                   |
| 2002 | Особливо важкі злочини        | High Crimes                             | Том Кубік      |                                   |
| 2003 | Шосе смерті                   | Highwaymen                              | Джеймс Крей    |                                   |
| 2003 | Мене звати Давид              | I Am David                              | Йоганнес       |                                   |
| 2004 | Страсті Христові              | The Passion of the Christ               | Ісус Христос   |                                   |
| 2004 | Завершальний монтаж           | The Final Cut                           | Флетчер        |                                   |
| 2004 | Бобі Джонс: Геній удару       | Bobby Jones: Stroke of Genius           | Бобі Джонс     |                                   |
| 2006 | П'ятеро невідомих             | Unknown                                 | Джин Джекет    |                                   |
| 2006 | Дежа В'ю                      | Déjà Vu                                 | Ерштадт        |                                   |
| 2008 | Чужинець                      | Outlander                               | Кейнан         |                                   |
| 2008 | Закидуючи камінням            | The Stoning of Soraya M.                | Freidoune ї    |                                   |
| 2008 | Небезпечна природа            | Nature's Grave                          | Петер          |                                   |
| 2009 | В'язень                       | The Prisoner                            | Майкл/№ 6      | телесеріал                        |
| 2011 | Особливо небезпечний          | Person of Interest                      | Джон Різ       | телесеріал                        |
| 2011 | Генератор Рекс                | Generator Rex                           | Астрал (голос) | мультиплікаційний серіал, 4 сезон |
| 2012 | Саванна                       | Savannah                                | Вард Аллен     |                                   |
| 2012 | Транзит                       | Transit                                 | Нейт           |                                   |
| 2013 | План втечі                    | Escape Plan                             | Гоббс          |                                   |
| 2014 | Гра на висоті                 | When the Game Stands Tall               | Боб Ладусер    |                                   |
| 2017 | Балада про Левша Брауна       | The Ballad of Lefty Brown               | Джиммі Бірс    |                                   |
| 2017 | Джо, лікар-бігун              | Jo, Medicine Runner                     | Рейєс          |                                   |
| 2018 | Павло, апостол Христовий      | Paul, Apostle of Christ                 | Лука           |                                   |
| 2018 | Онікс, царя Грааля            | Onyx, Kings of the Grail                | Розповідач     |                                   |
| 2018 | Біг на Грейс                  | Running for Grace                       | Доктор Рейєс   |                                   |
| 2023 | Звук свободи                  | The Sound of Freedoml                   | Тім Баллард    |                                   |
| 2026 | Страсті Христові: Воскресіння | The Passion of the Christ: Resurrection | Ісус Христос   |                                   |